# 瓦馬克 (伊利諾伊州)
瓦馬克（英語：Wamac）是一個位於美國伊利諾伊州克林頓縣、馬里昂縣和華盛頓縣的城市。

## 地理
瓦馬克的座標為38°38′02″N 89°08′39″W / 38.63389°N 89.14417°W，而該地的平均海拔高度為152米（即499英尺）。

## 人口
根據2010年美國人口普查的數據，瓦馬克的面積為3.69平方千米，當中陸地面積為3.64平方千米，而水域面積為0.05平方千米。當地共有人口1185人，而人口密度為每平方千米321.14人。